# Hélène de Saint-Aubert
Hélène Baconnet
Pour les articles homonymes, voir Saint-Aubert.
Hélène de Saint-Aubert est une critique littéraire et théologienne catholique française.
Elle s'est notamment consacrée aux études claudéliennes et à l'exégèse biblique.

## Biographie

### Jeunesse et formation
Née en 1971 à Orléans, Hélène Baconnet entre à l'École normale supérieure en 1992, où elle signe l'année suivante avec quelques condisciples une pétition contre les crimes serbes en Bosnie-Herzégovine.
Ayant pris le nom « de Saint-Aubert » après son mariage, elle obtient l'agrégation de lettres modernes en 1996, et soutient une thèse de doctorat ès lettres en 2004. Elle décroche par la suite une licence canonique à l'Angelicum, avant de gagner la faculté de théologie de Genève pour y poursuivre ses recherches.

### Carrière et travaux
Devenue professeur de chaire supérieure au lycée Alphonse-Daudet à Nîmes au début des années 2000, elle y coordonne la préparation au concours d'entrée A/L de l'ENS.
En 2003, elle est qualifiée aux fonctions de maître de conférences, mais préfère continuer à enseigner dans le secondaire.
Elle est membre du jury de l'agrégation de lettres classiques en 2007.
Elle devient par ailleurs une spécialiste de Paul Claudel, adhérant à l'Association pour la recherche claudélienne, participant à l'édition de ses œuvres théâtrales dans la Bibliothèque de la Pléiade, et publiant la première étude sur L'Histoire de Tobie et de Sara,,,,.
Bibliste, elle s'investit dans l'exégèse des Écritures,, proposant notamment une lecture originale du deuxième chapitre du livre de la Genèse en 2023.

## Ouvrages
- Théâtre et Exégèse. La figure et la gloire dans L'Histoire de Tobie et de Sara de Paul Claudel, Genève, Droz, coll. « Histoire des idées et critique littéraire », no 471, 2014  (ISBN 978-2-6000-1727-5) (BNF 43894576).
- Sexuation, parité et nuptialité dans le second récit de la Création (Genèse 2), Paris, Le Cerf, coll. « Lectio Divina », 2023  (ISBN 978-2-204-15424-6).